# اسکات شرر
اسکات شرر (انگلیسی: Scott Shearer؛ زادهٔ ۱۵ فوریهٔ ۱۹۸۱) بازیکن فوتبال اهل بریتانیا است.
از باشگاه‌هایی که در آن بازی کرده‌است می‌توان به باشگاه فوتبال بارتون آلبیون، باشگاه فوتبال روترهام یونایتد، باشگاه فوتبال بریستول راورز، باشگاه فوتبال شروزبری تاون، باشگاه فوتبال کراولی تاون، باشگاه فوتبال کاونتری سیتی، باشگاه فوتبال وایکام واندررز، باشگاه فوتبال کرو آلکساندرا، باشگاه فوتبال منزفیلد تاون، و باشگاه فوتبال رکسهام اشاره کرد.
وی همچنین در تیم ملی فوتبال Scotland B بازی کرده‌است.